# Idrossidione
L'idrossidione è uno steroide neuroattivo utilizzato in passato come anestetico generale nella forma di ione sodio succinato.